# Hussein Mohamed Farrah
Hussein Mohamed Farrah (som. Xuseen Maxamed Faarax, arab. حسين محمد فرح, ur. 16 sierpnia 1962 w Beledweyne) – somalijski polityk, prezydent Somalii w latach 1996–1998, syn prezydenta Mohameda Farraha Aidida.
Wyemigrował do Stanów Zjednoczonych, mając 17 lat. Podczas 16-letniego pobytu w tym kraju w końcu stał się jego obywatelem, a następnie żołnierzem Marynarki Wojennej Stanów Zjednoczonych, który służył w Somalii. Dwa dni po śmierci jego ojca Narodowy Sojusz Somalii obwołał Husajna nowym prezydentem, aczkolwiek nie został on uznany na arenie międzynarodowej.